# Llista de Creus de Sant Jordi/1999/Persones

#### Persones
Informació actualitzada per un bot. Els canvis manuals es perdran quan s'actualitzi!
| Persona                         | Wikidata  | Descripció                                       | Ocupació | Imatge |
| ------------------------------- | --------- | ------------------------------------------------ | --- | ------ |
| Rafael Alberti Merello          | Q118936   | poeta espanyol                                   | poeta dramaturg il·lustrador polític escriptor actor pintor                                                         |        |
| Rafael Moneo                    | Q311692   | arquitecte espanyol                              | arquitecte |        |
| Antonio Colinas                 | Q322428   | Poeta i escriptor espanyol                       | periodista escriptor traductor poeta                                                                                |        |
| Raimon Panikkar i Alemany       | Q457950   | filòsof català                                   | filòsof teòleg escriptor professor d'universitat sacerdot catòlic                                                   |        |
| Antonio Gades                   | Q561048   | Ballarí i coreògraf valencià                     | ballarí coreògraf guionista mestre de dansa ballarí de ballet actor realitzador                                     |        |
| Xavier Rubert de Ventós         | Q840587   | filòsof, assagista i polític català              | polític filòsof escriptor professor d'universitat esteticista                                                       |        |
| Carles Santos Ventura           | Q1041656  | músic valencià                                   | fuster poeta compositor director de cinema pianista actor artista d'instal·lacions videoartista guionista de cinema |        |
| Vicenç Ferrer i Moncho          | Q2720160  | missioner i filantrop català                     | missioner filantrop empresari                                                                                       |        |
| Pere Portabella i Ràfols        | Q2744679  | director, guionista i productor de cinema català | productor de cinema director de cinema polític escriptor guionista guionista de cinema                              |        |
| Joan Guinjoan Gispert           | Q3038778  | compositor català                                | compositor pianista                                                                                                 |        |
| Francesc Rovira Beleta          | Q3081948  | director de cinema català                        | guionista director de cinema productor de cinema                                                                    |        |
| Isabel-Clara Simó i Monllor     | Q3090588  | escriptora, periodista i política valenciana     | periodista escriptor                                                                                                |        |
| John Elliott                    | Q4895274  | historiador britànic (1930–2022)                 | historiador professor d'universitat hispanista                                                                      |        |
| Joaquim Barraquer i Moner       | Q5931745  | Oftalmòleg català                                | professor d'universitat oftalmòleg metge                                                                            |        |
| Josep Joan Pintó i Ruiz         | Q5940869  |                                                  | jurista advocat degà escriptor                                                                                      |        |
| Antònia Vicens i Picornell      | Q8201990  | escriptora mallorquina                           | novel·lista escriptor de literatura infantil                                                                        |        |
| Estanislau Torres i Mestres     | Q8843116  | escriptor espanyol                               | escriptor |        |
| Joaquim Molas i Batllori        | Q9012158  | escriptor, historiador i professor català        | professor d'universitat historiador de la literatura escriptor filòleg crític literari                              |        |
| Martí Boada i Juncà             | Q9029736  | ambientalista i geògraf català                   | geògraf professor escriptor presentador de televisió                                                                |        |
| Leopold Pomés i Campello        | Q11048636 | fotògraf català                                  | fotògraf traductor                                                                                                  |        |
| Mercè Bruquetas i Lloveras      | Q11692111 | actriu catalana                                  | actor |        |
| Montserrat Vayreda i Trullol    | Q11693579 |                                                  | escriptor poeta |        |
| Bernat Lesfargues               | Q11909161 | traductor                                        | traductor escriptor poeta professor impressor                                                                       |        |
| Climent Forner i Escobet        | Q11914122 | sacerdot i poeta                                 | poeta escriptor |        |
| Jill R. Webster                 | Q11927554 | historiadora canadenca                           | lingüista activista cultural                                                                                        |        |
| Johannes Hösle                  | Q11928221 | Traductor i lingüista alemany                    | traductor lingüista autor professor d'universitat romanista                                                         |        |
| Jordi Llimona i Barret          | Q11928317 |                                                  | frare |        |
| Jordi Pàmias i Grau             | Q11928353 | poeta català                                     | poeta escriptor professor d'universitat assagista                                                                   |        |
| Josefina Matamoros              | Q11928409 | historiadora de l'art nord-catalana              | historiador |        |
| Josep Maria Rovira Belloso      | Q11928748 |                                                  | sacerdot teòleg |        |
| Maria Teresa Barata i Gual      | Q11935485 |                                                  | pedagog editor |        |
| Màrius Sampere i Passarell      | Q11938194 | poeta català                                     | poeta escriptor |        |
| Pere Miró i Plans               | Q11941013 |                                                  | farmacèutic químic                                                                                                  |        |
| Anna Ricci i Giraudo            | Q15401768 | cantant espanyola                                | cantant |        |
| Antoni Vila i Casas             | Q15623882 | empresari català                                 | empresari mecenes                                                                                                   |        |
| Rafael Caria                    | Q16187452 | poeta alguerès                                   | poeta filòleg |        |
| Josep Altet i Font              | Q17028587 |                                                  | activista cultural                                                                                                  |        |
| Josep Lluís Ortega i Monasterio | Q17300710 | compositor català d'origen càntabre              | compositor militar compositor de cançons                                                                            |        |
| Antoni Subias i Fages           | Q19289068 | metge català                                     | metge |        |
| Leopold Rodés i Castañé         | Q21057414 | empresari, advocat i mecenes cultural català     | empresari advocat                                                                                                   |        |